# Altellopsis helveola
Altellopsis helveola là một chi đơn loài nhện trong họ Amaurobiidae. Chúng được Eugène Simon miêu tả năm 1905, và chỉ được tìm thấy ở Argentina.